# 5782 Akirafujiwara
Az 5782 Akirafujiwara (ideiglenes jelöléssel 1991 AF) a Naprendszer kisbolygóövében található aszteroida. Robert H. McNaught fedezte fel 1991. január 7-én.